# Andrea Riseborough
Andrea Riseborough (* 20. listopadu 1981 Wallsend, Spojené království) je anglická herečka. Její matka byla sekretářka, zatímco otec se věnoval prodeji automobilů. S herectvím začínala v divadle a rovněž jej studovala na Royal Academy of Dramatic Art. Později začala hrát také v televizi a filmu. Hrála například ve filmech Shadow Dancer (2012), Ztratili jsme Stalina (2017) a Nancy (2018). Na snímku Nancy se rovněž podílela coby producentka. Roku 2018 ztvárnila roli Judy Schneider v seriálu Waco. Její mladší sestra Laura se rovněž věnuje herectví.

## Filmografie

### Film
| Rok           | Název                            | Role                  | Poznámky |
| ------------- | -------------------------------- | --------------------- | --- |
| 2006          | Venuše                           |                       | |
| 2007          | Magicians                        | Dani                  | |
| 2008          | Happy-Go-Lucky                   | Dawn                  | |
| 2008          | Love You More                    | Georgia               | krátkometrážní film |
| 2010          | Vyrobeno v Dagenhamu             | Brenda                | |
| 2010          | Neopouštěj mě                    | Chrissie              | |
| 2010          | Černý chlapec                    | Rose                  | nominace – British Independent Film Awards v kategorii nejlepší ženský herecký výkon v hlavní roli a v kategorii nejslibnější nováček |
| 2011          | Resistance                       | Sarah                 | |
| 2011          | Králova láska                    | Wallis Simpson        | |
| 2012          | Shadow Dancer                    | Colette McVeigh       | British Independent Film Awards v kategorii nejlepší ženský herecký výkon v hlavní roli Cena na Mezinárodním filmovém festivalu v Edinburghu v kategorii nejlepší herecký výkon Evening Standard British Film Awars v kategorii nejlepší ženský herecký výkon v hlavní roli London Critics Circle Film Awards v kategorii nejlepší britská herečka nominace – Irish Film and Television Awards v kategorii nejlepší mezinárodní herečka |
| 2013          | Odpojit                          | Nina Dunham           | |
| 2013          | Chceš pěstí?                     | Sarah Hawks           | |
| 2013          | Nevědomí                         | Victoria Olsen        | |
| 2014          | Birdman                          | Laura Aulburn         | Boston Online Film Critics Association Awards v kategorii nejlepší obsazení Central Ohio Film Critics Association Awards v kategorii nejlepší obsazení Detroit Film Critics Society Awards v kategorii nejlepší obsazení Gold Derby Awards v kategorii nejlepší obsazení Las Vegas Film Critics Society Awards v kategorii nejlepší obsazení New York Film Critics Online Awards v kategorii nejlepší obsazení North Texas Film Critics Association Awards v kategorii nejlepší obsazení Phoenix Film Critics Society Awards v kategorii nejlepší obsazení San Diego Film Critics Society Awards v kategorii nejlepší obsazení Cena Sdružení filmových a televizních herců v kategorii nejlepší obsazení Washington D.C. Area Film Critics Association Awards v kategorii nejlepší obsazení nominace – Georgia Film Critics Association Awards v kategorii nejlepší obsazení nominace – Southeastern Film Critics Association Awards v kategorii nejlepší obsazení |
| 2014          | The Silent Storm                 | Aislin                | |
| 2015          | Hidden                           | Claire                | |
| 2016          | Shepherds and Butchers           | Kathleen Marais       | |
| 2016          | Noční zvířata                    | Alessia Holt          | |
| 2016          | Mindhorn                         | DC Baines             | |
| 2017          | Souboj pohlaví                   | Marilyn Barnett       | |
| 2017          | Ztratili jsme Stalina            | Světlana Allilujevová | nominace – British Independent Film Awards v kategorii nejlepší ženský herecký výkon ve vedlejší roli nominace – Evening Standard British Film Awars v kategorii nejlepší ženský herecký výkon ve vedlejší roli |
| 2018          | Mandy – Kult pomsty              | Mandy Bloom           | |
| 2018          | Nancy                            | Nancy Freeman         | také producentka Cena na Mezinárodním filmovém festivalu Sitges – Catalonian v kategorii nejlepší ženský herecký výkon |
| 2018          | Burden                           | Judy                  | |
| 2019          | Průvodce přežití v New Yorku     | Alice                 | |
| 2020          | Nenávist                         | detektiv Muldoon      | |
| 2020          | Luxor                            | Hana                  | |
| 2020          | Possessor                        | Tasya Vos             | |
| 2021          | Here Before                      | Laura                 | |
| 2021          | Elektrizující život Louise Waina | Caroline Wain         | |
| 2022          | Amsterdam                        | bude oznámeno         | |
| 2022          | Matilda Roalda Dahla: Muzikál    | Paní Wormwood         | |
| 2022          | Please Baby Please               | Suze                  | |
| 2022          | To Leslie                        | Leslie                | |
| bude oznámeno | Geechee                          | Wren                  | |

### Televize
| Rok  | Název                                           | Role                  | Poznámky |
| ---- | ----------------------------------------------- | --------------------- | --- |
| 2005 | A Very Social Secretary                         | Amanda                | TV film |
| 2005 | O čem všem je láska                             | Anna Wallace          | TV film |
| 2005 | Doktor Martin                                   | Samantha              | díl: „The Family Way“ |
| 2006 | The Secret Life of Mrs. Beeton                  | Myra                  | TV film |
| 2007 | Party Animals                                   | Kirsty                | 8 dílů |
| 2008 | Cena za lidskost                                | Annie                 | díl: „Pilot“ |
| 2008 | Margaret Thatcherová - Dlouhá cesta do Finchley | Margaret Thatcher     | TV film Broadcasting Press Guild Awards v kategorii nejlepší ženský herecký výkon v hlavní roli nominace Televizní cena Britské akademie v kategorii nejlepší ženský herecký výkon v hlavní roli |
| 2008 | Ďáblova pouta                                   | Angelica              | minisérie, 4 díly Broadcasting Press Guild Awards v kategorii nejlepší ženský herecký výkon v hlavní roli Royal Television Society Awards v kategorii nejlepší ženský herecký výkon              |
| 2016 | Bloodline                                       | Evangeline Radosevich | 8 dílů |
| 2016 | National Treasure                               | Dee Finchley          | 4 díly nominace – Broadcasting Press Guild Awards v kategorii nejlepší ženský herecký výkon v hlavní roli                                                                                        |
| 2016 | Svědek obžaloby                                 | Romaine Heilger       | 2 díly nominace – Broadcasting Press Guild Awards v kategorii nejlepší ženský herecký výkon v hlavní roli                                                                                        |
| 2017 | Černé zrcadlo                                   | Mia Nolan             | díl: „Crocodile“ |
| 2018 | Waco                                            | Judy Schneider        | minisérie, 6 dílů |
| 2020 | Nula nula nula                                  | Emma Lynwood          | hlavní role, 8 dílů |

### Divadlo
| Rok  | Název                                       | Role         | Poznámky |
| ---- | ------------------------------------------- | ------------ | --- |
| 2001 | A Cat in the Road                           | dcera        | The Customs House, South Shields                                                                                       |
| 2005 | A Brief History of Helen of Troy            | Charlotte    | UK turné nominace – Theatre Goers Choice Awards                                                                        |
| 2005 | Burn                                        | Linda        | Národní divadlo Londýn                                                                                                 |
| 2006 | Chatroom                                    | Emily        | Národní divadlo Londýn                                                                                                 |
| 2006 | Citizenship                                 | Chantel      | Národní divadlo Londýn                                                                                                 |
| 2006 | Measure for Measure                         | Isabella     | Theatre Royal, Bath Ian Charleson Award                                                                                |
| 2006 | Slečna Julie                                | slečna Julie | Theatre Royal, Bath Ian Charleson Award                                                                                |
| 2007 | The Pain and the Itch                       | Kalina       | Royal Court Theatre Theatre Goers Choice Awards v kategorii nejlepší ženský herecký výkon ve vedlejší roli (2008)      |
| 2008 | A Couple of Poor, Polish-Speaking Romanians | Dzina        | Soho Theatre |
| 2008 | Ivanov                                      | Sasha        | Wyndhams Theatre |
| 2010 | The Pride                                   | Sylvia       | MCC Theater nominace – Lucille Lortel Award Drama Desk Award v kategorii nejlepší ženský herecký výkon v divadelní hře |